# Иган, Мелисса Клэр
Мелисса Клэр Иган (англ. Melissa Claire Egan; род. 28 сентября 1981, Паунт-Ридж, Нью-Йорк) — американская актриса, известная благодаря ролям в дневных мыльных операх «Все мои дети» (2006—2011) и «Молодые и дерзкие» (с 2011).

## Биография

### Ранние годы
Иган родилась в Паунт Ридж, Нью-Йорк. Окончила университет Северной Каролины в Чапел-Хилл со степенью бакалавра драматического искусства.

### Карьера
В 1994 году она снялась в рекламе «Dannon Sprinklins», также появилась на обложке игры «Girl Talk». В 2006 году снялась в рекламе «Taco Bell». В 2007, 2010 и 2012 годах снималась в рекламе «Proactiv Solution». С 2006 по 2011 год снималась в сериале «Все мои дети». С 2011 года играет в сериале «Молодые и дерзкие».

### Личная жизнь
С 26 июля 2014 года Мелисса Клэр замужем за Мэттом Катросаром, с которым она встречалась 3 года до их свадьбы. В апреле 2021 года стало известно, что пара ждёт ребёнка, мальчика. 21 августа 2021 года у пары родился сын Кэйден Роберт Катросар.

## Фильмография
| Год          |     | Русское название       | Оригинальное название      | Роль                                    |
| ------------ | --- | ---------------------- | -------------------------- | --------------------------------------- |
| 2001—2003    | с   | Бухта Доусона          | Dawson's Creek             | Ильзе Тодд / официантка                 |
| 2003         | с   | Холм одного дерева     | One Tree Hill              | Лори / Мелоди                           |
| 2006—2011    | с   | Все мои дети           | All My Children            | Энни Чендлер / Лавери / Макдермотт      |
| 2008         | ф   | Рестлинг               | Wrestling                  | Эли Курт                                |
| 2009         | ф   | Желание моего отца     | My Father's Will           | Лора                                    |
| 2010         | с   | Мыслить как преступник | Criminal Minds             | Тара Дайс                               |
| 2011 — н. в. | с   | Молодые и дерзкие      | The Young and the Restless | Челси Лоусон / Ньюмен / Макэвой / Будро |
| 2012         | кор | Семейный консультант   | The Marriage Counselor     | Брейли Ханикатт                         |
| 2012         | с   | Мужики за работой      | Men at Work                | Джессика                                |
| 2012         | с   | Кости                  | Bones                      | Памела Бартлетт                         |
| 2013         | ф   | Где-то медленно        | Somewhere Slow             | Клэр                                    |
| 2013         | кор | Последняя сессия       | The Last Session           | Брейли                                  |
| 2013         | с   | Мы — люди              | We Are Men                 | Рэйчел                                  |
| 2015         | с   | Обманутый              | Misguided                  | Мисси                                   |
| 2019         | тф  | Праздник для героев    | Holiday for Heroes         | Одри Браун                              |

## Награды и номинации
| Год  | Награда               | Категория                                                | Работа            | Результат |
| ---- | --------------------- | -------------------------------------------------------- | ----------------- | --------- |
| 2009 | Дневная премия «Эмми» | Лучшая актриса второго плана в драматическом телесериале | Все мои дети      | Номинация |
| 2011 | Дневная премия «Эмми» | Лучшая актриса второго плана в драматическом телесериале | Все мои дети      | Номинация |
| 2012 | Дневная премия «Эмми» | Лучшая актриса второго плана в драматическом телесериале | Все мои дети      | Номинация |
| 2013 | Дневная премия «Эмми» | Лучшая актриса второго плана в драматическом телесериале | Молодые и дерзкие | Номинация |
| 2014 | Дневная премия «Эмми» | Лучшая актриса второго плана в драматическом телесериале | Молодые и дерзкие | Номинация |
| 2016 | Indie Series Awards   | Лучшая приглашённая комедийная актриса                   | Обманутый         | Номинация |
| 2016 | Soap Awards France    | Лучший новый персонаж                                    | Молодые и дерзкие | Победа    |
| 2021 | Дневная премия «Эмми» | Лучшая женская роль в драматическом сериале              | Молодые и дерзкие | Номинация |